# Мама вышла замуж
«Мама вышла замуж» — советский полнометражный (цветной, одна сцена чёрно-белая) художественный фильм, поставленный на «Ленфильме» в 1969 году режиссёром Виталием Мельниковым.
Главные роли исполняют Люсьена Овчинникова, Николай Бурляев и Олег Ефремов (по мнению самого актёра, здесь он сыграл свою лучшую роль в кино). Премьера фильма в СССР состоялась 25 мая 1970 года.

## Сюжет
Психологическая повесть о вчерашнем школьнике и окружающих его людях, а также о жизненных ситуациях, в которых складывается характер молодого человека.
В жизни Зинаиды, в одиночку вырастившей сына, появился Виктор. Однако Борис не в состоянии сразу понять, что его мать тоже нуждается в личном счастье. Зинаида работает на стройке маляром-штукатуром, они с сыном живут в новом доме на окраине города, которая застраивается новыми жилыми домами. Борис работает водителем-экспедитором на мотороллере, развозит по магазинам выпечку и кулинарию. Мать и сын в общем-то дружат, сын относится к матери с покровительственным юмором. Он много читает, стремится как-то самоутвердиться в жизни, поборов свои подростковые комплексы и завидуя своему школьному приятелю, который легко и непринужденно знакомится с девушками на танцплощадке.
Вдруг всё переворачивается в жизни небольшой семьи: мать начала встречаться с Виктором, водителем грейдера. Их намерения вполне определённы: Виктор и Зинаида решили пожениться, соответственно жить они планируют в одной квартире, что невероятно раздражает и злит Бориса, который считает, что в их возрасте смешно говорить о любви. Виктор, будучи детдомовским, изначально рад вновь обретённому семейному гнезду, торжественно несёт в дом свою первую получку главы семьи. Но Борис всячески пытается ставить барьеры между молодожёнами и своим личным пространством, демонстрируя своё отрицательное отношение ко всему происходящему. Виктор пытается наладить отношения с пасынком, невзирая на откровенные ухмылки и издёвку от Бориса.
Борис уезжает в деревню к родне, но прожив там несколько дней внезапно уезжает назад в Ленинград, не сказав никому ни слова. Скитается по городу без денег и жилья, ночует в чужих машинах на улице. Потом, не выдержав голода, решает пойти к своей тётке — сестре родного отца, с которой поддерживает отношения.
Тем временем деревенская родня написала Зинаиде письмо о внезапном отъезде Бориса, мать в отчаянии кидается на поиски сына. Тётка Бориса, зная как Зинаида переживает о сыне, привозит ту к себе домой, чтобы она забрала его, хотя парень просился остаться у неё жить, мотивируя свою просьбу тем, что «мама вышла замуж» и он им мешает. Однако, увидев мать, которая осунулась и изменилась за те дни, когда не знала, где сын, вдруг понимает, что дороже её у него никого нет, что он сам делает мать несчастной, ведя себя как несмышлёный эгоистичный подросток.
Сын идёт навстречу матери, сопереживая и сочувствуя ей, а мать видит перед собой другого человека — возмужавшего и простившего её.

## В ролях
- Николай Бурляев — Борис Голубев
- Люсьена Овчинникова — Зина, мать Бориса
- Олег Ефремов — Виктор Леонов
- Людмила Аринина — Катя, тётка Бориса
- Лариса Буркова — Вера, подруга Зины по работе
- Кира Петрова — Людка, бригадирша
- Лидия Штыкан — продавец в кафе
- Виктор Ильичёв — Леонард, одноклассник Бориса
- Аркадий Трусов — дядя Ваня, родственник Голубевых
- Константин Тягунов — Дмитрий Петрович

## Съёмочная группа
- Сценарий — Юрия Клепикова
- Постановка — Виталия Мельникова
- Главный оператор — Дмитрий Долинин
- Главный художник — Исаак Каплан
- Композитор — Олег Каравайчук

## Создание
По признанию режиссёра Мельникова, меньше всего съёмочная группа хотела создать сентиментальную ленту. Часть съёмок картины проходила в настоящей, только что построенной ленинградской «хрущёвке». Квартира была настолько маленькой, что камеру повесили на прикреплённом к потолку рельсе. Во время съёмок у Мельникова родилась дочь Ольга.
На главную женскую роль первоначально пробовались множество звёзд того времени, включая Нонну Мордюкову и Инну Макарову. Овчинникова, которая впоследствии и сыграла Зину, вообще не входила в планы Мельникова, так как обладала репутацией комедийной актрисы. Тем не менее, актриса поразила постановщика своим равнодушием к славе:
Но когда увидел её пробы, она меня просто очаровала своей открытостью, естественностью и какой-то почти детской преданностью своему делу. Но когда по окончании проб я сказал, что она утверждена, вдруг выпалила: «Нет, я сниматься не буду!». — «Почему?» — удивился я. «Ну как же, — сказала Люсьена, — моим партнером должен быть сам Олег Ефремов! А кто я такая, чтобы сниматься с ним в паре?»Виталий Мельников
Как заметил Мельников, Ефремов, будучи непростым в общении человеком, сразу же нашёл общий язык с Овчинниковой и во многом ей помогал.

## Музыка
В сценах ремонта фасада старого ленинградского здания звучит музыка И. С. Баха — Двойной концерт для гобоя и скрипки с оркестром, BWV 1060 — I, до-минор.
В фильме звучит песня «Крыши» (музыка Оскарa Фельцмана, слова Игоря Шаферана) в исполнении Анатолия Королёва.
В сцене на качелях в парке звучит песня «Лада» в исполнении Вадима Мулермана.
В одном эпизоде фильма песню «Я люблю» (музыка А. Броневицкого, слова С. Фогельсона) поют под гитару.

## Видеоиздания
На VHS: 1990 — «Крупный план», 1996 — «48 часов», 2000 — «Ленфильм Видео».

На DVD: 2003 — «Ленфильм Видео», 2004 — «CP Digital».